# Twice2
#TWICE2 (czyt. Hashtag Twice2) – drugi japoński album kompilacyjny południowokoreańskiej grupy Twice, wydany 6 marca 2019 roku przez wytwórnię Warner Music Japan.
Album ukazał się w trzech edycjach: regularnej (CD) oraz dwóch limitowanych (A i B). Osiągnął 1 pozycję w rankingu Oricon i pozostał na liście przez 64 tygodnie. Sprzedał się łącznie w nakładzie 310 945 egzemplarzy w Japonii i zdobył status platynowej płyty.

## Lista utworów
| CD  | CD                                     | CD                                            | CD | CD                                             | CD      |
| Nr  | Tytuł utworu                           | Tekst                                         | Kompozycja | Aranżacja                                      | Długość |
| --- | -------------------------------------- | --------------------------------------------- | --- | ---------------------------------------------- | ------- |
| 1.  | „LIKEY” (Japanese ver.)                | Black Eyed Pilseung, Jeon Goon, Mayu Wakisaka | Black Eyed Pilseung, Jeon Goon | Rado                                           | 3:29    |
| 2.  | „Heart Shaker” (Japanese ver.)         | Galactica, Risa Horie, NA.ZU.NA, Yu-ki Kokubo | David Amber, Sean Alexander | David Amber, AVENUE                            | 3:08    |
| 3.  | „What is Love?” (Japanese ver.)        | J.Y. Park "The Asiansoul", Risa Horie         | J.Y. Park "The Asiansoul" | Lee Woo-min "collapsedone"                     | 3:30    |
| 4.  | „Dance The Night Away” (Japanese ver.) | Wheesung (Realslow), Eri Osanai               | Dsign Music, Anne Judith Stokke Wik, Jonatan Gusmark & Ludvig Evers a.k.a Moonshine, Moa Anna Carlebecker Forsell a.k.a Cazzi Opeia, Seung Eun-oh, Andreas Baertels | Jonatan Gusmark & Ludvig Evers a.k.a Moonshine | 3:03    |
| 5.  | „YES or YES” (Japanese ver.)           | Sim Eun-jee, Yuka Matsumoto                   | David Amber, Andy Wang | David Amber                                    | 4:01    |
| 6.  | „LIKEY”                                | Black Eyed Pilseung, Jeon Goon                | Black Eyed Pilseung, Jeon Goon | Rado                                           | 3:29    |
| 7.  | „Heart Shaker”                         | Galactica                                     | David Amber, Sean Alexander | David Amber, AVENUE                            | 3:08    |
| 8.  | „What is Love?”                        | J.Y. Park "The Asiansoul"                     | J.Y. Park "The Asiansoul" | Lee Woo-min "collapsedone"                     | 3:30    |
| 9.  | „Dance The Night Away”                 | Wheesung (Realslow)                           | Dsign Music, Anne Judith Stokke Wik, Jonatan Gusmark & Ludvig Evers a.k.a Moonshine, Moa Anna Carlebecker Forsell a.k.a Cazzi Opeia, Seung Eun-oh, Andreas Baertels | Jonatan Gusmark & Ludvig Evers a.k.a Moonshine | 3:03    |
| 10. | „YES or YES”                           | Sim Eun-jee                                   | David Amber, Andy Wang | David Amber                                    | 3:58    |

| DVD (wer. limitowana B) | DVD (wer. limitowana B)                                           | DVD (wer. limitowana B) |
| Nr                      | Tytuł utworu                                                      | Długość                 |
| ----------------------- | ----------------------------------------------------------------- | ----------------------- |
| 1.                      | „LIKEY” (Japanese ver.) (Music Video)                             |                         |
| 2.                      | „Heart Shaker” (Japanese ver.) (Music Video)                      |                         |
| 3.                      | „What is Love” (Japanese ver.) (Music Video)                      |                         |
| 4.                      | „Dance The Night Away” (Japanese ver.) (Music Video)              |                         |
| 5.                      | „YES or YES” (Japanese ver.) (Music Video)                        |                         |
| 6.                      | „LIKEY” (Music Video)                                             |                         |
| 7.                      | „Heart Shaker” (Music Video)                                      |                         |
| 8.                      | „What is Love?” (Music Video)                                     |                         |
| 9.                      | „Dance The Night Away” (Music Video)                              |                         |
| 10.                     | „YES or YES” (Music Video)                                        |                         |
| 11.                     | „LIKEY” (Japanese ver.) (Music Video Making Movie)                |                         |
| 12.                     | „Heart Shaker” (Japanese ver.) (Music Video Making Movie)         |                         |
| 13.                     | „「What is Love?” (Japanese ver.) (Music Video Making Movie)      |                         |
| 14.                     | „Dance The Night Away” (Japanese ver.) (Music Video Making Movie) |                         |
| 15.                     | „YES or YES” (Japanese ver.) (Music Video Making Movie)           |                         |
| 16.                     | „#TWICE2” (Jacket Shooting Making Movie)                          |                         |

## Notowania
| Lista                      | Pozycja |
| -------------------------- | ------- |
| Oricon Weekly Albums Chart | 1       |
| Billboard Japan Hot Albums | 1       |